# 阿赖山裂睑蜥
阿赖山裂睑蜥（学名：Asymblepharus alaicus）为石龙子科裂睑蜥属的爬行动物。分布于吉尔吉斯斯坦、乌孜别克斯坦、塔吉克斯坦、哈萨克斯坦以及中国大陆的新疆等地，常栖息于向阳的草坡。该物种的模式产地在帕米尔、阿赖山山麓。

## 亚种
- 阿赖山裂睑蜥东北亚种（学名：Asymblepharus alaicus kucenkoi），Nikolsky于1902年命名。分布于吉尔吉斯斯坦、哈萨克斯坦以及中国大陆的新疆等地。[3]
- 阿赖山裂睑蜥指名亚种（学名：Asymblepharus alaicus alaicus），Elpatjevsky于1901年命名。分布于吉尔吉斯斯坦、塔吉克斯坦以及中国大陆的新疆等地。[4]

## 保护
本种于2023年被收录入《有重要生态、科学、社会价值的陆生野生动物名录》。